# Dietmar Schenk
Dietmar Schenk (* 1956 in Moers) ist ein deutscher Archivar und Historiker.

## Leben
Schenk studierte neuere, mittelalterliche und alte Geschichte, Mathematik und Philosophie in Hamburg und Münster. Nach dem Zivildienst und der Promotion 1988 an der Universität Münster war er wissenschaftlicher Mitarbeiter am Fachbereich Geschichtswissenschaften der Universität Gießen und Archivreferendar am Hauptstaatsarchiv Düsseldorf und der Archivschule Marburg. Von 1991 bis 2024 leitete er das Archiv der Universität der Künste Berlin.

## Schriften (Auswahl)
- Die Freideutsche Jugend 1913–1919/20. Eine Jugendbewegung in Krieg, Revolution und Krise, Münster 1991, ISBN 3-88660-574-4
- Das Stern’sche Konservatorium der Musik. Ein deutsch-jüdisches Privatkonservatorium der Bürgerkultur Berlins. 1850–1936, in: Berlin in Geschichte und Gegenwart. Jahrbuch des Landesarchivs Berlin 2000, Berlin 2000, S. 57–79
- Die Hochschule für Musik zu Berlin. Preußens Konservatorium zwischen romantischem Klassizismus und Neuer Musik, 1869–1932/33, Stuttgart: Steiner 2004; ISBN 978-3-515-08328-7 (Digitalisat)
- „Aufheben, was nicht vergessen werden darf“. Archive vom alten Europa bis zur digitalen Welt, Stuttgart 2013, ISBN 3-515-10396-1
- Kleine Theorie des Archivs, Stuttgart 2014, ISBN 3-515-10644-8
- Als Berlin leuchtete. Kunst und Leben in den Zwanziger Jahren, Stuttgart 2015, ISBN 3-515-11073-9
- Archivkultur. Bausteine zu ihrer Begründung. Stuttgart: Franz Steiner Verlag 2022, ISBN 978-3-515-13164-3[2]
- Menschbildung durch Musik. Leo Kestenberg und Weimars Musikreform 1918–1932, München: edition text + kritik 2023; ISBN 978-3-96707-518-2